# Lengyeltóti

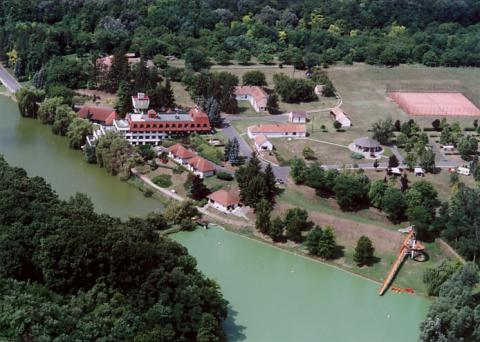
Semesteranläggning vid sjön Kék.

Lengyeltóti är en liten stad i provinsen Somogy i Ungern i distriktet Fonyód. Lengyeltóti hade år 2020 ett invånarantal på 2 867 invånare.